# جیمز مک‌ایون
جیمز مک‌ایون (انگلیسی: James McEwen؛ ۱۶ اکتبر ۱۸۷۲ – ۱۹۴۲ (۶۹−۷۰ سال)) یک بازیکن فوتبال اهل بریتانیا بود. 